# SN 2000N
SN 2000N – supernowa typu II odkryta 4 marca 2000 roku w galaktyce M-02-34-54. W momencie odkrycia miała maksymalną jasność 17,30m.